# Drúzové

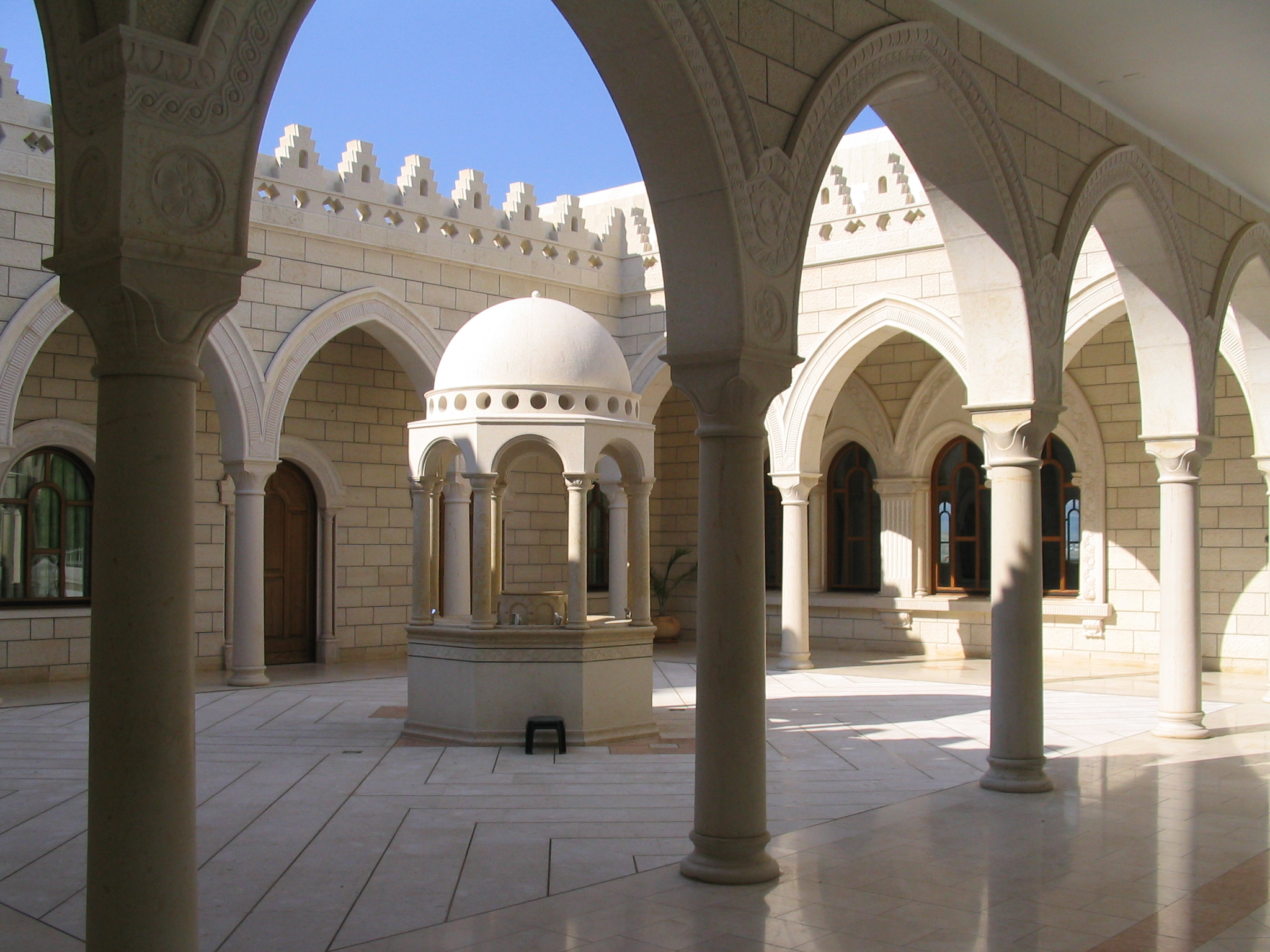
Posvátná hrobka proroka Jetra v Hittínu v severním Izraeli

Drúzové (arabsky درزي, derzī nebo durzī, pl. دروز, durūz; hebrejsky דרוזים, Druzim) jsou nábožensko-etnická komunita žijící v Libanonu, Izraeli a Sýrii, podle některých názorů původně pocházející z Egypta. Podle své vlastní tradice se však považují za potomky biblického Jetra, midjánského kněze, který se stal tchánem a rádcem Mojžíše. Podle této tradice by ale museli ve skutečnosti pocházet z jižní části Arabského poloostrova, odkud mohli být během rozmachu islámu vytlačeni na sever. Drúzové se totiž počátkem 11. století (1017) oddělili od šíitské větve ismailitů.

## Historie
Jejich vznik je možno datovat do období vlády šestého chalífy fátimovské dynastie al-Hákima bi-Amri-lláha, který se roku 1017 prohlásil za Boží vtělení. Datum 1017 považují drúzové za počátek svého letopočtu.

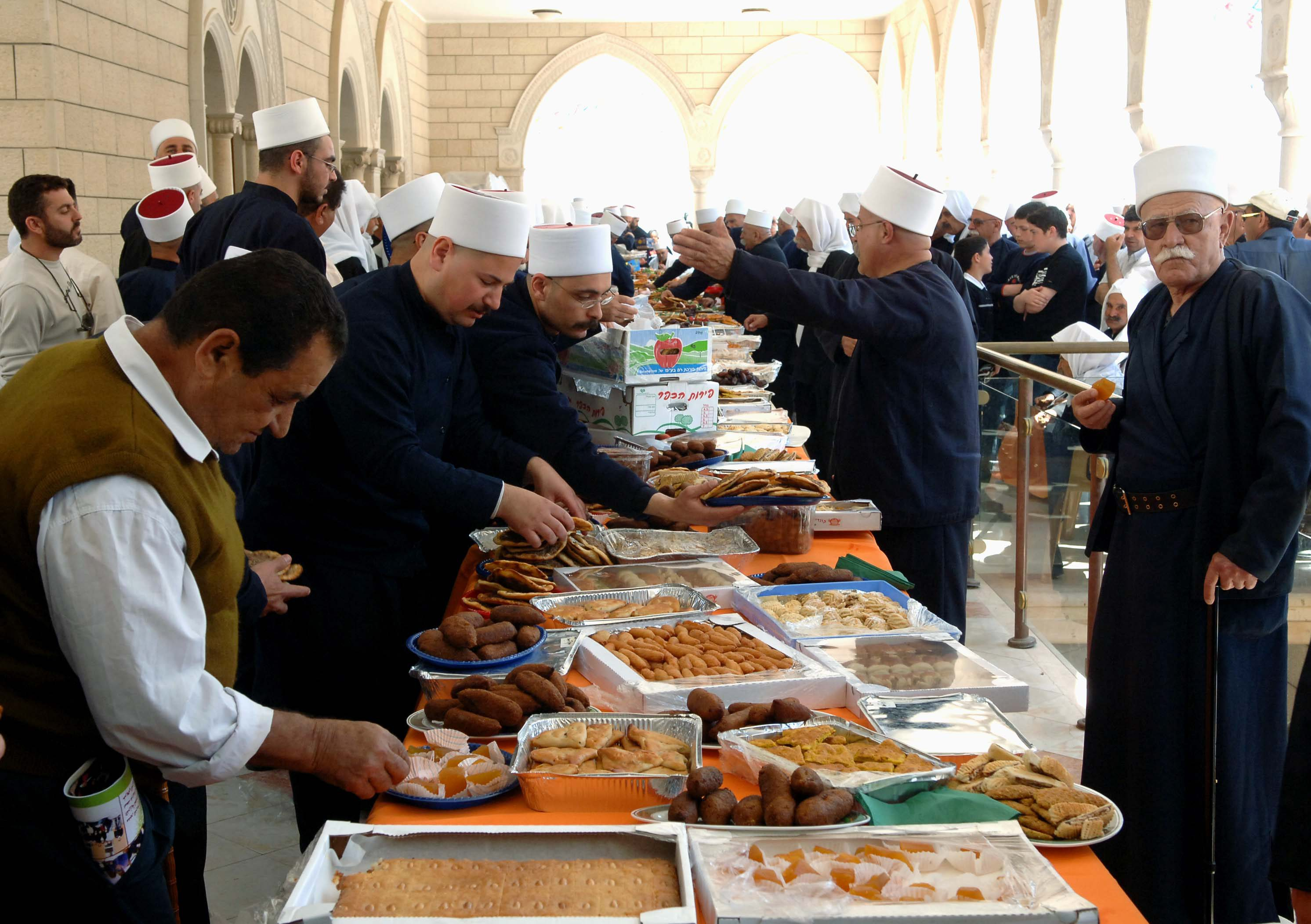
Představitelé Drúzů během náboženské slavnosti v hrobce proroka Jetra v Hittínu

Jedná se o značně uzavřenou komunitu, do jejíhož teologicko-filosofického systému není každý zasvěcen. V současné době žije na světě přibližně 1,5 milionu drúzů, z toho v Izraeli asi 120 tisíc. Jsou považováni za sektu šíitského islámu, avšak mnoho muslimů je neuznává. V minulosti byli drúzové velmi ovlivněni novoplatonskou a gnostickou filozofií. Věří rovněž v převtělování duší. Na svou víru nikoho neobracejí a je dokonce nemožné k nim konvertovat. Oproti pěti sloupům, které jsou základem islámu, uznávají tzv. sedm povinností.

## Věrouka
Drúzskou věrouku rozpracoval Peršan Hamza bin Alí az-Zúzání. Nazývá se hikma (moudrost). Obsahuje i gnostické prvky. Podle drúzské dogmatiky ze Stvořitelova světla emanoval Univerzální rozum, z něj Univerzální duše, z té pak Slovo a z něj dvě křídla, pravé a levé. Celé učení obsahuje esoterické prvky, věřící jsou postupně zasvěcováni do tajemství víry. Drúzové se nesnaží obracet na svou víru nikoho dalšího, věří, že spása je určena jen stávající obci věřících.
Věří v opětovný příchod al-Hákima. O tom existují různé anonymní náboženské traktáty.

Vlajka Drúzů

Znak Drúzů

Mezi jejich specifika patří loajalita k zemi, v níž žijí. Na vlastní žádost například slouží v izraelské armádě.
O drúzech se zmiňuje již židovský cestovatel Benjamín z Tudely, když kolem roku 1165 navštívil oblasti, kde drúzové žili; mylně je pokládal za bezvěrce.

## Stát
V letech 1921–1936 měli drúzové svůj autonomní stát Džebel Drúz, který se nacházel v syrské oblasti Džabal ad-Durúz a který fungoval v rámci území, jež mezi světovými válkami spravovala Francie. Jeho hlavním městem byla Suvajda. V roce 1925 se Drúzové vedení Sultanem al-Atrašem proti této francouzské správě vzbouřili a nakrátko vyhlásili úplnou nezávislost. Francie sice povstání potlačila, ale ponechala oblasti autonomii až do roku 1936. Později byla oblast začleněna do vznikajícího syrského státu.